# العلاقات الإندونيسية الكولومبية
العلاقات الإندونيسية الكولومبية هي العلاقات الثنائية التي تجمع بين إندونيسيا وكولومبيا.

## مقارنة بين البلدين
هذه مقارنة عامة ومرجعية للدولتين:
| وجه المقارنة                                              | إندونيسيا         | كولومبيا        |
| --------------------------------------------------------- | ----------------- | --------------- |
| المساحة (كم2)                                             | 1.90 مليون        | 1.14 مليون      |
| عدد السكان (نسمة)                                         | 263.99 مليون      | 49.07 مليون     |
| الكثافة السكانية (ن./كم²)                                 | 138.94            | 43.04           |
| العاصمة                                                   | جاكرتا            | بوغوتا          |
| اللغة الرسمية                                             | اللغة الإندونيسية | اللغة الإسبانية |
| العملة                                                    | روبية إندونيسية   | بيزو كولومبي    |
| الناتج المحلي الإجمالي (بليون دولار)                      | 1.02 تريليون      | 309.19 مليار    |
| الناتج المحلي الإجمالي (تعادل القوة الشرائية) بليون دولار | 2.85 تريليون      | 724.96 مليار    |
| الناتج المحلي الإجمالي الاسمي للفرد دولار أمريكي          | 3.35 ألف          | 7.60 ألف        |
| الناتج المحلي الإجمالي للفرد دولار أمريكي                 | 10.52 ألف         | 13.36 ألف       |
| مؤشر التنمية البشرية                                      | 0.684             | 0.720           |
| رمز المكالمات الدولي                                      | +62               | +57             |
| رمز الإنترنت                                              | .id               | .co             |
| المنطقة الزمنية                                           |                   | 00              |

## منظمات دولية مشتركة
يشترك البلدان في عضوية مجموعة من المنظمات الدولية، منها:
| علم المنظمة | اسم المنظمة                               | تاريخ انضمام إندونيسيا | تاريخ انضمام كولومبيا |
| ----------- | ----------------------------------------- | ---------------------- | --------------------- |
|             | مؤسسة التنمية الدولية                     | 20 أغسطس 1968          | 16 يونيو 1961         |
|             | يونسكو                                    | 27 مايو 1950           | 31 أكتوبر 1947        |
|             | وكالة ضمان الاستثمار متعدد الأطراف        | 12 أبريل 1988          | 30 نوفمبر 1995        |
|             | الأمم المتحدة                             | 28 سبتمبر 1950         | 5 نوفمبر 1945         |
|             | الفريق المعني برصد الأرض                  | ?                      | ?                     |
|             | الاتحاد البريدي العالمي                   | ?                      | ?                     |
|             | البنك الدولي للإنشاء والتعمير             | 13 أبريل 1967          | 24 ديسمبر 1946        |
|             | المنظمة الهيدروغرافية الدولية             | ?                      | ?                     |
|             | الاتحاد الدولي للاتصالات                  | 1949                   | 25 أغسطس 1914         |
|             | منظمة حظر الأسلحة الكيميائية              | ?                      | ?                     |
|             | مؤسسة التمويل الدولية                     | 23 أبريل 1968          | 20 يوليو 1956         |
|             | المركز الدولي لتسوية المنازعات الاستشارية | 28 أكتوبر 1968         | 14 أغسطس 1997         |
|             | منظمة التجارة العالمية                    | ?                      | ?                     |
|             | منظمة الشرطة الجنائية الدولية             | 5 أكتوبر 1954          | ?                     |

## وصلات خارجية
- موقع وزارة الخارجية الإندونيسية